# چن جینگرون
چن جینگرون (۲۲ مه ۱۹۳۳ – ۱۹ مارس ۱۹۹۶) که همچنین با نام جینگ-رون چن شناخته می‌شد، ریاضی‌دان چینی بود که کارهای قابل توجهی در نظریه اعداد شامل ارائه قضیه چن و عدد اول چن انجام داد.

## مرگ
چن در ۱۹ مارس ۱۹۹۶ در سن ۶۲ سالگی از عوارض سینه‌پهلو درگذشت.

## میراث
سیارک ۷۶۸۱ چن‌جینگرون که در سال ۱۹۹۶ کشف شد، به نام او نام‌گذاری شد.